# 사누키노젠시 일기
《사누키노스케 일기》(讃岐典侍日記, さぬきのすけにっき)는 일본 헤이안 시대(平安時代) 후기 사누키노스케(讃岐典侍)라 불렸던 후지와라노 나가코(藤原長子, 1079년 ~ ?)가 쓴 일기 문학이다. 일설에는 덴닌(天仁) 2년(1109년) 5월 무렵에 완성되었다고도 한다(『일본고전문학전집 18』).
상하(上下) 2권으로 되어 있으며, 상권은 호리카와 천황(堀河天皇)의 간호, 하권은 도바 천황(鳥羽天皇)에 대한 묘사로 이루어져 있다. 특히 하권에서는 현재와 과거의 시점이 거듭 되풀이되면서 호리카와 천황에 대한 추모를 그려내고 있다는 평가를 받고 있다.
저자 나가코는 사누키노뉴도(讃岐入道)라 불렸던 후지와라노 아키쓰나(藤原顕綱)의 딸로, 언니 가네코(兼子)가 호리카와 천황의 유모였기 때문에 고와(康和) 2년(1100년)에 호리카와 천황의 궁인으로 입궐, 이듬해 말에 스케(典侍, 덴시)가 되었다. 가죠(嘉承) 2년(1107년) 7월에 호리카와 천황의 병세가 깊어지자 천황의 옆에서 떨어지지 않고 천황이 붕어하는 순간까지 간병했었다.

## 한국어역
한국에서는 정순분이 번역한 것이 2014년 도서출판 지만지에서 출판되었다.

## 같이 보기
- 일기